# Ultima: Worlds of Adventure 2: Martian Dreams
Ultima: Worlds of Adventure 2: Martian Dreams é um jogo eletrônico de RPG desenvolvido e publicado pela Origin Systems para MS-DOS em maio de 1991. Jogo derivado da série Ultima e segundo e último título da subsérie Worlds of Ultima, ele utiliza o mesmo motor de jogo de Ultima VI: The False Prophet e Worlds of Ultima: The Savage Empire.
Em 2012, Martian Dreams foi relançado gratuitamente para Windows e macOS através da plataforma GOG.com.

## Enredo
Após os eventos de Worlds of Ultima: The Savage Empire, o Avatar recebe a visita de uma mulher ruiva desconhecida que dá a ele e a seu amigo Dr. Spector um livro. O livro será escrito pelo próprio Spector e explica como usar o Orbe das Luas para viajar no tempo. Seguindo as instruções, a dupla vai parar na era vitoriana, onde Percival Lowell montou um canhão espacial que lançará alguns voluntários a Marte.
Por meio de um ato de sabotagem, o canhão é disparado durante a Exposição Universal de 1893, em Chicago, com várias dezenas de pessoas famosas e líderes da época a bordo. Um segundo canhão é preparado para encontrar e recuperar as pessoas do primeiro, que estão presas em Marte.
Descobre-se que Marte tinha uma extensa civilização à base de plantas. A maioria dos monstros que o jogador encontra são os chamados “plantimals”, como o Jumping Bean e o Planther. Marte tem cidades e canais, embora a civilização esteja em ruínas, de modo que as primeiras tarefas do jogador são restaurar a estação de energia mundial e derreter o suficiente das calotas polares (com uma lente solar) para encher os canais.
Algumas pessoas parecem ter enlouquecido depois de usar um dispositivo chamado Dream Machine. O que de fato aconteceu foi que, após o envenenamento em massa do solo, os marcianos originais entraram em uma espécie de dimensão alternativa chamada “espaço dos sonhos” para se preservarem. As pessoas que usavam a Dream Machine se viram presas no espaço dos sonhos, enquanto os marcianos tomavam conta de seus corpos. Uma grande parte do jogo é passada visitando os pesadelos de várias pessoas e esclarecendo-os.
Por fim, corpos robóticos podem ser criados para os marcianos, já que seus corpos vegetais não crescerão. Depois de um confronto com o maligno Raxachk, que havia provocado a poluição do solo, todos os vitorianos podem voltar para casa.

## Recepção
Scorpia, em uma análisa para a revista Computer Gaming World, em 1991, elogiou o cenário vitoriano de Martian Dreams, mas criticou as viagens como “entediantes”. A revista afirmou que o jogo era, na verdade, uma aventura que fingia ser um RPG, com o combate quase completamente desassociado da história, e concluiu que ele seria mais atraente para aqueles que preferem outras atividades em vez de lutar. Para a mesma publicação, Peter Olafson foi mais positivo, chamando-o de “uma aventura épica... que tem toda a profundidade e complexidade da série Ultima”, mas sendo acessível a novos aventureiros. Uma segunda análise feita por Scorpia em 1993 também foi positiva, aprovando o enredo. Ela concluiu que “o jogo exige paciência e atenção cuidadosa aos detalhes, mas é agradável”.